# Quattro iole
Il quattro iole è un tipo di imbarcazione utilizzata per praticare il canottaggio in cui possono vogare 4 atleti più un timoniere, è inoltre una barca di "punta" ossia ogni atleta aziona un solo remo.

## Caratteristiche
Questo tipo di natante nacque assieme alla specialità stessa; in un manuale (Il Canottaggio. A remi, a vela ed a vapore di Giorgio Croppi) riguardante la disciplina, edito nei primi del 1900, l'imbarcazione era già presente. La forma dello scafo è caratteristica e si distacca completamente dalle affusolate barche dette "fuoriscalmo" (per esempio un quattro di coppia). La iole è larga circa 1,5 metri ed è lunga una decina. Esistono ancor oggi pregevoli realizzazioni di scafi in legno di cedro costruiti nel secolo scorso, oggi queste barche si fabbricano in vetroresina misto a carbonio. Entrambe le realizzazioni hanno un peso di circa 100/120kg alcune barche in legno possono anche scendere sotto il quintale. Gli scafi in legno possono essere realizzati in due o anche tre pezzi smontabili. 
Anche la disposizione dei posti di voga è atipica: al contrario delle altre barche nelle iole i vogatori non sono disposti in fila uno dietro all'altro, infatti i posti di voga sono disassati ai lati dell'imbarcazione secondo quest'ordine: il capovoga/1 (atleta più vicino a poppa) ha il carrello spostato verso sinistra, il 2 (l'atleta dietro all'1 verso prua) ha il posto a destra, il tre a sinistra e il quattro di nuovo a destra. Questo è necessario perché la barca è sprovvista dei bracci portascalmi esterni allo scafo (le strutture tubolari metalliche fissate ai lati della barca che sostengono il remo), i remi sono sostenuti da scalmiere molto piccole che non sporgono fuori dallo scafo. Con i posti disposti in fila i remi non sarebbero correttamente impugnabili dagli atleti. Il timoniere siede a poppa. Questo tipo di imbarcazione, viste le caratteristiche di stabilità derivanti dallo scafo di dimensioni notevoli, è utilizzabile in mare senza particolari problemi.